# سیارک ۱۳۴۱۶۰
سیارک ۱۳۴۱۶۰ (به انگلیسی: 134160 Pluis، نامگذاری:2005BE3) صد و سی و چهار هزار و صد و شصتمین سیارک کشف شده‌است که در ۱۶ ژانویه ۲۰۰۵ کشف شد.